# Léon Sarantapechos
Léon Sarantapechos est un aristocrate byzantin. Il complotait en 802 contre sa parente l'impératrice Irène.

## Famille
Il est probablement le frère de Theophylaktos Sérantapechos, qualifié de neveu d'Irène et donc probablement le fils de Constantin Sérantapechos et d'une sœur d'Irène.
Il est probablement l'ancêtre (ou le frère) de Constantin Tessarakontapèchys, stratège du Péloponnèse en 886/912.  

## Biographie
Il porte le titre de questeur en 802 et participa en décembre de cette même année au complot contre Irène[réf. incomplète].